# 巴伐利亞的茱蒂絲 (1100-1130)
巴伐利亞的茱蒂絲（德語：Judith von Bayern，1100年5月19日—1130年8月27日），士瓦本公爵夫人，巴伐利亞公爵亨利九世的女兒。

## 家庭
1120年左右，茱蒂絲與士瓦本公爵腓特烈二世結婚，兩人共有1子1女：
1. 腓特烈（1122年—1190年），神聖羅馬皇帝
2. 貝兒塔（英语：Bertha, Duchess of Lorraine）（約1123年—約1194年），洛林公爵夫人